# Swords and Hearts
Swords and Hearts er en amerikansk stumfilm fra 1911 af D. W. Griffith.

## Medvirkende
- Wilfred Lucas som Hugh Frazier.
- Claire McDowell som Irene Lambert.
- Dorothy West som Jennie Baker.
- William J. Butler som Ben.
- Charles West